# Aphonoides
Aphonoides är ett släkte av insekter. Aphonoides ingår i familjen syrsor.

## Dottertaxa tillAphonoides, i alfabetisk ordning[1]
- Aphonoides acuta
- Aphonoides aequatori
- Aphonoides agantra
- Aphonoides albonotatus
- Aphonoides amplus
- Aphonoides angustissimus
- Aphonoides apiatus
- Aphonoides australis
- Aphonoides berezini
- Aphonoides biangri
- Aphonoides bicolor
- Aphonoides bilineatus
- Aphonoides binderi
- Aphonoides bituberculatus
- Aphonoides catastictos
- Aphonoides changi
- Aphonoides cinereus
- Aphonoides curtus
- Aphonoides cuspidatus
- Aphonoides debilis
- Aphonoides depressiusculus
- Aphonoides diadematus
- Aphonoides dohrni
- Aphonoides emeljanovi
- Aphonoides excavatus
- Aphonoides flexus
- Aphonoides frons
- Aphonoides gialai
- Aphonoides griseovariegatus
- Aphonoides hackeri
- Aphonoides hollowayi
- Aphonoides japonicus
- Aphonoides jimjimi
- Aphonoides kadavu
- Aphonoides kaikai
- Aphonoides karnyi
- Aphonoides karumbae
- Aphonoides kerzhneri
- Aphonoides khaoyai
- Aphonoides lowanna
- Aphonoides lunga
- Aphonoides marika
- Aphonoides medvedevi
- Aphonoides miripara
- Aphonoides morobe
- Aphonoides namalata
- Aphonoides nepotinna
- Aphonoides nicobarica
- Aphonoides nok
- Aphonoides ocellaris
- Aphonoides okapa
- Aphonoides orrori
- Aphonoides pallipes
- Aphonoides papua
- Aphonoides paramplus
- Aphonoides peraki
- Aphonoides peristiges
- Aphonoides phetchaburi
- Aphonoides popovi
- Aphonoides pubescens
- Aphonoides punctatus
- Aphonoides rufescens
- Aphonoides sabahi
- Aphonoides sarawaki
- Aphonoides sepik
- Aphonoides siami
- Aphonoides simplex
- Aphonoides siveci
- Aphonoides suvae
- Aphonoides taciturnus
- Aphonoides tawai
- Aphonoides tavuki
- Aphonoides tessellatus
- Aphonoides waigeo
- Aphonoides warratinna
- Aphonoides weeronga
- Aphonoides vulgatus
- Aphonoides wuyiensis
- Aphonoides xylurgos
- Aphonoides yaeyamensis